# 莱德斯马德拉科戈利亚
莱德斯马德拉科戈利亚，是西班牙拉里奥哈自治区的一个市镇。总面积12平方公里，总人口21人（2001年），人口密度2人/平方公里。